# Лука Славонски Брод
Лука Славонски Брод је хрватска речна лука на обали реке Саве, која се налази отприлике 4 километра југоисточно од Славонског Брода, док луком управља Лучка управа Славонски Брод. Влада Републике Хрватске је прогласила луку Славноски Брод за луку од значаја за Хрватску. У непосредној близини Луке Славонски Брод су eвропски пут Е73 (илити паневропски коридор Vc) и Паневропски коридор 10. Повезана је са железницом са хрватским лукама на мору (Плоче, Сплит, Задар и Ријека).
У 2022. години је претоварено око 2200 контејнера, а у првој половини 2023. године око 3100, махом  из Кине (мањи део из Јужноафричке Републике). Ти контејнери су се железницом дошли из ријечке луке, а утоварају се на бродове ради даљег превоза. Док се такође истоварају контејнери са бродова, који се преко железнице шаљу за неку од морских лука.